# Lachenus
Lachenus is een geslacht van kevers uit de familie van de loopkevers (Carabidae). De wetenschappelijke naam van het geslacht is voor het eerst geldig gepubliceerd in 1846 door Putzeys.

## Soorten
Het geslacht Lachenus is monotypisch en omvat slechts de volgende soort:
- Lachenus impunctipennis Putzeys, 1846